# Уэбб, Тесса Суизи
Тесса Суизи Уэбб (англ. Tessa Sweazy Webb; 31 января 1886, близ Логана, штат Огайо — 1979, Логан) — американская преподавательница и общественный деятель, поэтесса, известная как инициатор учреждения Всемирного дня поэзии.
На протяжении многих лет преподавала в школе округа Хокинг в Огайо. К середине 1920-х гг. приобрела определённую известность как поэт. На протяжении 13 лет вела поэтический отдел «Голоса и отголоски» в газете «Columbus Ohio Sunday Dispatch», редактировала ежеквартальный поэтический журнал «The Singing Quill» (с англ. — «Поющее перо»), орган Пресвитерианского поэтического общества Огайо (в 1936 г. опубликовав антологию избранных стихотворений из журнала), составила для департамента образования штата две поэтические хрестоматии для школьников. В 1929 г. основала и возглавила Гильдию поэтов Огайо. В 1942 г. за третью книгу стихов «Окно с видом на море» (англ. Window by the Sea) Уэбб была удостоена премии Ohioana за лучший поэтический сборник штата.
В 1938 г. по инициативе Уэбб и после продолжительной агитационной кампании штат Огайо объявил 15 октября, день рождения Вергилия, Днём поэзии Огайо. В дальнейшем примеру Огайо последовали другие штаты, затем другие страны, и на протяжении многих лет 15 октября праздновалось как Национальный, а затем и Всемирный день поэзии, пока в 1999 году ЮНЕСКО не объявила Всемирным днём поэзии 21 марта.
Архив Уэбб хранится в Историческом обществе Огайо.